# Silnice II/364
Silnice II/364 je silnice II. třídy, která vede z Bystrého do Bělé nad Svitavou. Je dlouhá 16 km. Prochází jedním krajem a jedním okresem.

## Vedení silnice

### Pardubický kraj, okres Svitavy
- Bystré (křiž. II/362, III/3641, III/3626)
- Hamry (křiž. III/3634)
- Svojanov (křiž. II/365, III/3636)
- Starý Svojanov
- Vítějeves (křiž. III/3642)
- Bělá nad Svitavou (křiž. II/363)